# انرژی خورشیدی در ایران
انرژی خورشیدی در ایران کشور ایران در میان مدارهای ۲۵ تا ۴۰ درجه عرض شمالی قرار گرفته است و در منطقه‌ای واقع شده که به لحاظ دریافت انرژی خورشیدی در میان نقاط جهان در بالاترین رده‌ها قرار دارد.
میزان تابش خورشیدی در ایران بین ۱۸۰۰ تا ۲۲۰۰ کیلووات ساعت بر مترمربع در سال تخمین زده شده است که البته بالاتر از میزان میانگین جهانی است. در ایران به‌طور میانگین سالیانه بیش از ۲۸۰ روز آفتابی گزارش شده است که بسیار قابل توجه است.
پتانسیل تابشی هر منطقه با توجه به میزان ساعات تابش خورشید (Peak Sun Hours) متفاوت است که برای نمونه، پتانسیل آن در تهران حدود ۵٫۴ ساعت است. برای شهرهای شمالی این مقدار کمتر است و برای شهرهای استان کرمان و فارس بیشتر است.
در حال حاضر بزرگ‌ترین نیروگاه خورشیدی فعال در ایران با ظرفیت 120 مگاوات در فولاد مبارکه در استان اصفهان اجرا شده است. 

## تاریخچه انرژی خورشیدی در ایران
ایران از کشورهای پیشگام در بهره‌مندی از انرژی خورشیدی در سطح جهان در دهه ۷۰ میلادی بوده است.
محمدرضا شاه در سال ۱۳۵۶ اعلام کرد که در حال جایگزینی نفت با انرژی هسته ای و خورشیدی است.
۳۰  اردیبهشت ماه ۱۳۵۷ کارشناسان ایرانی پژوهش و بررسی‌هایی را برای بهره‌گیری از انرژی خورشیدی آغاز کردند و به زودی قرار بود نخستین مرکز آزمایشی انرژی خورشیدی از سوی وزارت نیرو به کار بیفتد. قبل از این هم ساخت ۲۰۰۰ آپارتمان با تامین حرارت خورشیدی در مشهد با هدایت محمدرضا شاه و توسط داریوش بوربور انجام شده بود.
آیت الله خمینی از مخالفین سرسخت استفاده از انرژی خورشیدی بود و آن را غیرممکن می دانست و با پیروزی انقلاب ۵۷ تمام تلاش ها برای استفاده از انرژی خورشیدی در ایران متوقف شد. 

## مجموع ظرفیت نصب شده برق خورشیدی ایران
طبق آمار منتشره ماهانه توسط ساتبا، تا خرداد 1404، مجموعاً حدود 1700 مگاوات ظرفیت نصب شده نیروگاه های تجدیدپذیر ایران بوده است که از این میزان، بیشترین سهم (69 درصد و معادل با حدود 870 مگاوات) متعلق به نیروگاه های خورشیدی می باشد.
وزیر نیرو در 22 خرداد 1404 به رسانه ها اعلام کرد که "اکنون ۱۷۹۳ مگاوات ظرفیت نیروگاه‌های تجدیدپذیر در کشور در حال بهره‌برداری است که ۵۶۱ مگاوات آن در دولت چهاردهم وارد مدار شد". وی در تاریخ 9 تیر 1404 به رسانه ها اعلام کرد: "تولید برق انرژی‌های تجدیدپذیر ایران امروز به بیش از ۲۳۰۰ مگاوات می رسد". در 28 مرداد 1404 رئیس ساتبا اعلام کرد که ظرفیت منصوبه نیروگاه های تجدیدپذیر ایران از 2100 مگاوات عبور کرده است.
در بهار 1404 مجموع تولید برق خورشیدی کشور، رشدی 77 درصدی (در مقایسه با مدت مشابه پارسال) داشته است. در مجموع 4 ماه ابتدای 1404، تولید برق از منبع انرژی خورشیدی، رشدی 71 درصدی نسبت به مدت مشابه پارسال در ایران داشته است.

## بزرگترین نیروگاه خورشیدی ایران
نیروگاه خورشیدی فولاد مبارکه به ظرفیت فعلی 120 مگاوات (که در تیرماه 1404 به صورت رسمی افتتاح شد)، هم اکنون بزرگترین نیروگاه خورشیدی ایران (به صورت تک خاستگاه) به شمار می رود. البته خوشه های مولدهای توزیع شده خانگی و تجاری که محدود به ظرفیت انشعاب هستند، و به صورت توزیع شده در کل شبکه قرار دارند، بزرگترین خوشه مولدهای خورشیدی در ایران (به صورت توزیع شده و نه تک خاستگاه) به شمار می روند.

## نیروگاه خورشیدی در ایران

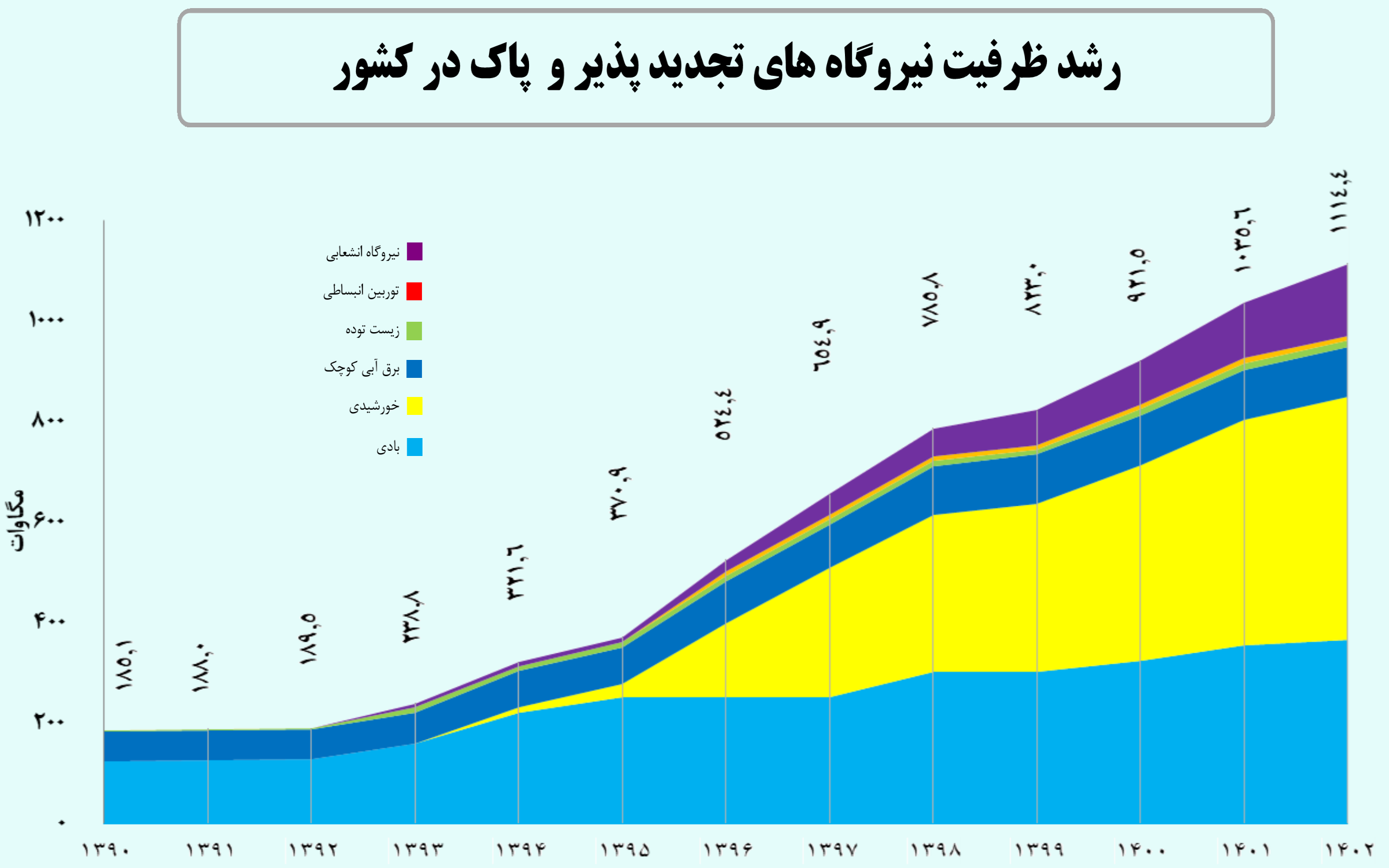
روند رشد ظرفیت نیروگاه‌های تجدیدپذیر ایران

نیروگاه‌های تجدید پذیر مختلفی در استان‌های ایران احداث شده‌اند که با استفاده از انرژی باد، خورشید، زیست توده و برق-آبی کوچک نسبت به تولید انرژی برق اقدام می‌کنند. سهم نیروگاه‌های خورشیدی در ابتدای سال ۱۴۰۲ بیش از ۴۵۰ مگاوات بوده است که سهم ۵۳٪ از ظرفیت نیروگاه‌های تجدیدپذیر را به خود اختصاص داده است.
با وجود این که ایران پتانسیل بالایی برای استفاده از انرژی‌های پاک و به خصوص انرژی فوتوولتائیک خورشیدی دارد، اما سرمایه‌گذاری در آن با سرعت بالایی نسبت به کشورهای دنیا به پیش نرفته است. روند رشد احداث نیروگاه‌های تجدیدپذیر مطابق تصویر مقابل است که سهم نیروگاه‌های خورشیدی در آن به نسبت شاخص تر بوده است.
فهرست نیروگاه‌های خورشیدی با ظرفیت بالای یک مگاوات تا نیمه سال ۱۴۰۲ که هم‌اکنون در مدار و در دست بهره‌برداری می‌باشد، به شرح زیر است:
| ردیف | استان              | ساختگاه           | نام نیروگاه                                                    | ظرفیت نصب شده (مگاوات) |
| ۱    | کرمان              | سیرجان            | مجتمع معدنی و صنعتی گل گهر                                     | ۴۰٫۰۰                  |
| ۲    | هرمزگان            | فارغان            | تعمیر گستر آنامیس                                              | ۱۳٫۰۰                  |
| ۱    | فارس               | کهمره (دارندگان)  | مهد تجارت گستران عطار                                          | ۱۰٫۰۰                  |
| ۲    | یزد                | اردکان            | مجتمع معدنی و صنعتی چادرملو                                    | ۱۰٫۰۰                  |
| ۳    | اصفهان             | جرقویه            | سرمایه‌گذاری برق و انرژی غدیر                                   | ۱۰٫۰۰                  |
| ۴    | کرمان              | ماهان             | توسعه فراگیر جاسک                                              | ۱۰٫۰۰                  |
| ۵    | کرمان              | ماهان             | سور انرژی آرکا                                                 | ۱۰٫۰۰                  |
| ۶    | یزد                | اشکذر             | گسترش انرژیهای نو آتیه۲                                        | ۱۰٫۰۰                  |
| ۷    | سیستان و بلوچستان  | زاهدان            | گسترش انرژیهای نو آتیه۱ (سما)                                  | ۱۰٫۰۰                  |
| ۸    | تهران              | حسن‌آباد           | پارس ری انرژی بهار                                             | ۱۰٫۰۰                  |
| ۹    | یزد                | اردکان            | پژواک عمران کیش                                                | ۱۰٫۰۰                  |
| ۱۰   | هرمزگان            | قشم               | سرزمین آبی دو قشم                                              | ۱۰٫۰۰                  |
| ۱۱   | یزد                | مهریز             | توسعه خورشیدی مهریز غدیر                                       | ۱۰٫۰۰                  |
| ۱۲   | فارس               | اقلید             | تامین انرژی برق ایرانیان تابان-اقلید                           | ۱۰٫۰۰                  |
| ۱۳   | فارس               | آباده             | تامین انرژی برق ایرانیان تابان-آباده                           | ۱۰٫۰۰                  |
| ۱۴   | کرمان              | ماهان             | انرژی سبز کویر کیش                                             | ۱۰٫۰۰                  |
| ۱۵   | یزد                | چاهک              | خورشید درخشان کویر                                             | ۱۰٫۰۰                  |
| ۱۶   | قم                 | قم                | توسعه انرژی خورشیدی غدیر قم                                    | ۱۰٫۰۰                  |
| ۱۷   | یزد                | فهرج              | انرژی آوا یزد                                                  | ۱۰٫۰۰                  |
| ۱۸   | کرمان              | بافت              | تامین انرژی برق ایرانیان تابان (بافت)                          | ۱۰٫۰۰                  |
| ۱۹   | فارس               | مرد               | توسعه پترو فرایند کرخه                                         | ۱۰٫۰۰                  |
| ۲۰   | یزد                | بافق              | توسعه خورشیدی مهریز غدیر                                       | ۱۰٫۰۰                  |
| ۲۱   | کرمان              | جیرفت             | نیروگاه خورشیدی مدیریت فرایند نیروگاهی ایرانیان                | ۱۰٫۰۰                  |
| ۲۲   | سمنان              | دامغان            | توسعه صنایع تابان انرژی پاسارگاد                               | ۱۰٫۰۰                  |
| ۲۳   | سمنان              | سمنان             | پویا انرزی سبز خاور میانه                                      | ۱۰٫۰۰                  |
| ۲۴   | یزد                | اردکان            | پارشید انرژی کویر ایساتیس                                      | ۱۰٫۰۰                  |
| ۲۵   | اصفهان             | جرقویه            | نیروگاه برق و انرژی غدیر                                       | ۱۰٫۰۰                  |
| ۲۶   | کرمان              | بنم - نرماشیر     | هامون انرژی خورشید پاک کهکشان                                  | ۱۰٫۰۰                  |
| ۲۷   | فارس               | شیراز - خرامه     | نیکا انرژی منطقه آزاد چابهار                                   | ۹٫۹۰                   |
| ۲۸   | خراسان جنوبی       | خوسف              | آفتاب تابان کویر پارت                                          | ۹٫۰۰                   |
| ۲۹   | اصفهان             | شهرمجلسی          | گروه انرژی خورشیدی تابان افروز آپادانا                         | ۹٫۹۵                   |
| ۳۰   | فارس               | مرد               | پارس انرژی تخت جمشید                                           | ۹٫۸۰                   |
| ۳۱   | کرمان              | بهرمان رفسنجان    | نیروگاه خورشیدی تجارت پویا شیوه                                | ۹٫۴۴                   |
| ۳۲   | همدان              | قهاوند            | آفتاب ماد راه ابریشم (بوعلی)                                   | ۸٫۹۰                   |
| ۳۳   | همدان              | فامنین            | آفتاب ماد راه ابریشم (باباطاهر)                                | ۸٫۶۰                   |
| ۳۴   | تهران              | دماوند            | مهندسی مشاور انرژی تجدیدپذیر سهیل                              | ۸٫۴۰                   |
| ۳۵   | همدان              | قهاوند            | آفتاب ماد راه ابریشم (خلیج فارس)                               | ۷٫۰۰                   |
| ۳۶   | همدان              | آق بق             | آفتاب ماد راه ابریشم (امیر کبیر)                               | ۷٫۰۰                   |
| ۳۷   | همدان              | کردآباد           | آفتاب ماد راه ابریشم (شهدای همدان)                             | ۷٫۰۰                   |
| ۳۸   | همدان              | کبودرآهنگ         | کرینر سور انرژی پارسیان                                        | ۷٫۰۰                   |
| ۳۹   | خراسان جنوبی       | سربیشه            | آذر باد پردیس پامچال (آقای گفتاری)                             | ۷٫۰۰                   |
| ۴۰   | زنجان              | ابهر              | تامین انرژی ابهر (آقای نجفی)                                   | ۶٫۹۰                   |
| ۴۱   | یزد                | نیر               | سور تجارت کیش                                                  | ۵٫۰۲                   |
| ۴۲   | خراسان رضوی        | خواف              | صبا نیروی طوس                                                  | ۵٫۰۰                   |
| ۴۳   | چهارمحال و بختیاری | سفیددشت-بروجن     | نیروگاه خورشیدی تولید و مدیریت نیروگاه زاگرس کوثر «بنیاد شهید» | ۵٫۰۰                   |
| ۴۴   | کرمان              | کهنوج             | گسترش انرژی ملل                                                | ۴٫۹۹                   |
| ۴۵   | فارس               | سروستان           | بهناد انرژی پارس لیان                                          | ۴٫۶۰                   |
| ۴۶   | یزد                | دهشیر             | توسعه انرژیهای نو مکسان دهشیر                                  | ۳٫۵۰                   |
| ۴۷   | کرمان              | رفسنجان           | سور انرژی طاها                                                 | ۳٫۰۰                   |
| ۴۸   | یزد                | اردکان            | شید انرژی سدید                                                 | ۲٫۸۶                   |
| ۴۹   | تهران              | شهر ری (حسن‌آباد)  | پارس ری انرژی بهار                                             | ۲٫۷۰                   |
| ۵۰   | کرمان              | بردسیر            | تامین انرژی برق ایرانیان تابان (بردسیر)                        | ۲٫۶۰                   |
| ۵۱   | یزد                | گاریزات           | شرکت نیروگاه خورشیدی آفتاب تابان گاریزات                       | ۲٫۵۰                   |
| ۵۲   | آذربایجان غربی     | پسکون             | پارس آذر صنعت نفت                                              | ۲٫۵۰                   |
| ۵۳   | یزد                | اردکان عطر آباد۳  | آوند پس کرمان- مانا مهر انرژی نسیم - سایان اوج پارس            | ۲٫۵۰                   |
| ۵۴   | مرکزی              | محلات             | تامین انرژی مانا                                               | ۲٫۵۰                   |
| ۵۵   | اصفهان             | کاشان             | مدیریت انرژی خورداد                                            | ۲٫۵۰                   |
| ۵۶   | بوشهر              | دشتی              | آفتاب منور سپهر پارس                                           | ۲٫۰۳                   |
| ۵۷   | قزوین              | کهک               | مپنا (کهک ۴)                                                   | ۲٫۰۰                   |
| ۵۸   | فارس               | شیراز             | توسعه نیروی آرمان شریف                                         | ۲٫۰۰                   |
| ۵۹   | کرمان              | رفسنجان           | فروملیبدن کویر رفسنجان                                         | ۲٫۰۰                   |
| ۶۰   | یزد                | اردکان عطر آباد۲  | آوند پس کرمان- مانا مهر انرژی نسیم - سایان اوج پارس            | ۲٫۰۰                   |
| ۶۱   | اصفهان             | اصفهان            | نیروگاه خورشیدی شرکت سرمایه‌گذاری صنایع شیمیایی ایران           | ۱٫۹۴                   |
| ۶۲   | قم                 | قم                | انرژی پاک بنا                                                  | ۱٫۸۱                   |
| ۶۳   | چهارمحال و بختیاری | شهرکرد            | صنایع سیمان شهرکرد                                             | ۱٫۵۳                   |
| ۶۴   | سمنان              | دامغان            | آبوویند دامغان                                                 | ۱٫۳۱                   |
| ۶۵   | کرمان              | رفسنجان           | شرکت مهر راد انرژی آروند                                       | ۱٫۲۰                   |
| ۶۶   | اصفهان             | هرند              | فردوس ماشین تهران                                              | ۱٫۱۰                   |
| ۶۷   | همدان              | بهار              | شرکت تولیدی آرد سینا                                           | ۱٫۰۹                   |
| ۶۸   | فارس               | مرودشت            | شرکت خدمات کشاورزی خوشه پرور مرودشت                            | ۱٫۰۸                   |
| ۶۹   | خراسان رضوی        | مشهد              | مصطفی فقیه سبزواری                                             | ۱٫۰۸                   |
| ۷۰   | خراسان رضوی        | مشهد              | محمد فقیه سبزواری                                              | ۱٫۰۷                   |
| ۷۱   | اصفهان             | اصفهان            | نیروگاه خورشیدی شرکت سرمایه‌گذاری صنایع شیمیایی ایران           | ۱٫۰۵                   |
| ۷۲   | خوزستان            | شوش               | فرحان کعب                                                      | ۱٫۰۳                   |
| ۷۳   | اصفهان             | طالخونچه          | نسیم عمران طالقان جی                                           | ۱٫۰۱                   |
| ۷۴   | اردبیل             | اردبیل            | شرکت فن شناسان آلکا تدبیر آراد                                 | ۱٫۰۱                   |
| ۷۵   | خراسان جنوبی       | بشرویه            | توسعه انرژی سبز شفق                                            | ۱٫۰۰                   |
| ۷۶   | کرمان              | بردسیر            | سپنتا ساران آریا                                               | ۱٫۰۰                   |
| ۷۷   | کرمان              | قلعه گنج          | نیروی مرکزی صبا                                                | ۱٫۰۰                   |
| ۷۸   | اصفهان             | شهرضا             | فرسان صنعت سپاهان                                              | ۱٫۰۰                   |
| ۷۹   | خراسان رضوی        | چناران            | سور نیروی آذرباد                                               | ۱٫۰۰                   |
| ۸۰   | فارس               | آباده             | محمدرضا کریمی                                                  | ۱٫۰۰                   |
| ۸۱   | سمنان              | مهدی شهر          | کرانه نوردان پیشکش                                             | ۱٫۰۰                   |
| ۸۲   | اصفهان             | نائین             | سور انرژی اسپادان                                              | ۱٫۰۰                   |
| ۸۳   | قزوین              | تاکستان - طویوقچی | تیس کوپان                                                      | ۱٫۰۰                   |
| ۸۴   | خراسان رضوی        | مشهد              | حسن فقیه سبزواری                                               | ۱٫۰۰                   |
|      |                    |                   |                                                                |                        |
| ۸۵   | هرمزگان            | بندرعباس          | نیروگاه خورشیدی راه و ساختمان سازه سازان                       | ۱٫۰۰                   |

در دی ماه سال ۱۴۰۲، قراردادی برای اجرای طرح احداث ۴ گیگاوات نیروگاه انرژی تجدیدپذیر، به عنوان بزرگ‌ترین قرارداد یکجای ساخت نیروگاه تجدیدپذیر بادی و خورشیدی در غرب آسیا منعقد شد که قرار است تا پیش از آغاز دوره پیک مصرف در سال ۱۴۰۳ به بهره‌برداری برسد. شرکت‌های برق منطقه‌ای استان‌های تهران با ۳۲ درصد، فارس با ۱۰ درصد و سیستان و بلوچستان با ۹ درصد از استان‌هایی هستند که بیشترین سهم را در احداث نیروگاه‌های مربوط به این ۴ گیگاوات در کشور دارند.
نیروگاه خورشیدی اراک
نیروگاه خورشیدی تبریز
نیروگاه خورشیدی طالقان
نیروگاه خورشیدی بیرجند
نیروگاه خورشیدی سمنان
نیروگاه خورشیدی شیراز
نیروگاه خورشیدی یزد
نیروگاه خورشیدی هرمزگان
نیروگاه خورشیدی خلیج فارس در همدان
نیروگاه خورشیدی جرقویه در اصفهان
نیروگاه خورشیدی جاسک در ماهان کرمان
نیروگاه خورشیدی امیرکبیر در همدان
نیروگاه خورشیدی آرکا در ماهان کرمان

## تولید پنل‌های خورشیدی PV در ایران
تولید پنل‌های خورشیدی در ایران به صورت مونتاژ سلول‌های خورشیدی و نصب مدار و شیشه روی پنل خورشیدی انجام می‌گیرد. سلول‌های خورشیدی از چین و هند وارد می‌شوند. یکی از کارخانه‌های تولیدکننده پنل‌های خورشیدی PV در شهرک صنعتی شیراز قرار دارد که پنل‌ها را در اندازه ۲×۱ متر تولید می‌کند که ۷۲ سلول خورشیدی در خود داشته و توان تولیدی بین ۳۲۰ تا ۳۷۵ وات را دارد. راندمان پنل‌های خورشیدی در این کارخانه بین ۱۷ تا ۱۸ درصد است. کارخانه‌های ایران با توجه به نیاز مصرف‌کنندگان در تیراژهای بالا شیوه تولید خود را متناسب با نیاز مصرف‌کننده تغییر می‌دهند.
به‌علاوه شرکت مانا انرژی پاک در استان مرکزی تنها سازنده کامل نیروگاه‌های خورشیدی است به‌گونه‌ای که قطعات به‌کاررفته در نیروگاه‌ها مانند ویفرهای سیلیکونی سلول‌های خورشیدی را نیز تولید می‌کند. مانا انرژی پاک توان ساخت ۱۰۰۰ مگاوات پنل خورشیدی در سال را بدون ارزبری دارد.